# IC 4080/2
IC 4080/2 је спирална галаксија у сазвијежђу Береникина коса која се налази на листи објеката дубоког неба у Индекс каталогу.
Деклинација објекта је + 19° 15' 21" а ректасцензија 13h 1m 58,2s. Привидна величина (магнитуда) објекта IC 4080 износи 16,7 а фотографска магнитуда 17,5.